# چنار (کلات)
چنار شهری از توابع بخش زاوین شهرستان کلات در استان خراسان رضوی ایران است. طبق مصوبه هیئت وزیران، روستای چنار در ۲۷ اسفند ۱۳۹۹ به شهر ارتقاء یافت.

## جمعیت
براساس سرشماری مرکز آمار ایران در سال ۱۳۹۵، جمعیت چنار ۳٬۵۹۷ نفر (۹۴۳ خانوار) بوده‌است.